# 4001 Ptolemaeus
Ptolemaeus (asteroide 4001) é um asteroide da cintura principal, a 1,8918317 UA. Possui uma excentricidade de 0,1726822 e um período orbital de 1 263 dias (3,46 anos).
4001 Ptolemaeus tem uma velocidade orbital média de 19,69643665 km/s e uma inclinação de 5,45516º.
Este asteroide foi descoberto em 2 de Agosto de 1949 por Karl Reinmuth.
Seu nome é uma homenagem ao cientista grego Ptolomeu.